# Trehörningen (Åsele socken, Lappland, 712829-160311)
Trehörningen är en sjö i Åsele kommun i Lappland och ingår i Gideälvens huvudavrinningsområde. Sjön har en area på 0,459 kvadratkilometer och ligger 309,3 meter över havet.

## Delavrinningsområde
Trehörningen ingår i det delavrinningsområde (712902-160094) som SMHI kallar för Mynnar i Bracksjön. Medelhöjden är 353 meter över havet och ytan är 5,97 kvadratkilometer. Det finns ett avrinningsområde uppströms, och räknas det in blir den ackumulerade arean 14,28 kvadratkilometer. Vattendraget som avvattnar avrinningsområdet har biflödesordning 5, vilket innebär att vattnet flödar genom totalt 5 vattendrag innan det når havet efter 155 kilometer. Avrinningsområdet består mestadels av skog (75 procent). Avrinningsområdet har 0,46 kvadratkilometer vattenytor vilket ger det en sjöprocent på 7,7 procent.